# Oulart
Oulart (iriska: An tAbhallort) är en ort i republiken Irland.   Den ligger i grevskapet Loch Garman och provinsen Leinster, i den sydöstra delen av landet. Oulart ligger 81 meter över havet och antalet invånare är 257.
Terrängen runt Oulart är platt. Trakten runt Oulart består i huvudsak av jordbruksmark.